# Attractiepark Koningin Fabiola
Het Attractiepark Koningin Fabiola (Frans: Parc attractif Reine Fabiola) is een pretpark in de Belgische stad Namen. Het is gelegen op de top van de citadel en is vernoemd naar koningin Fabiola. Het park is voornamelijk gericht op kinderen van drie tot twaalf jaar en gezinnen.

## Geschiedenis
In 1959 werd het park opgezet als Attractie en Educatief Centrum in de Citadel. In 1962 werd de naam gewijzigd in centre attractif Reine Fabiola (Attractief Centrum Koningin Fabiola) als eerbetoon aan de nieuwe koningin der Belgen na het bezoek van het koninklijk paar op de Blijde Intrede in Namen.
In 1995 werd de naam gewijzigd in Parc Attractif Reine Fabiola (Attractiepark Koningin Fabiola) nadat het park opnieuw onder het beheer van de stad Namen kwam via ASBL Elan-Jeunesse-Namur.
In 2000 werd het beheer van het park overgenomen door de gemeente zelf.

## Attracties
- Go-karts met pedalen
- Elektrische autootjes
- Trampolines
- Grote speeltuin voor 3-12 jaar
- Kastelen
- Schommels
- Kabelbanen
- Loopbrug
- Evenwichtstoestellen
- Glijbaan met een hoogte van 11 meter
- Opblaasbare kastelen
- Tafeltennis
- Avonturenparcours (klimcircuit) voor kinderen vanaf 8 jaar
- Mini-golf

## Logo's
Het park huldigt een nieuw logo in op 31 maart 2023.

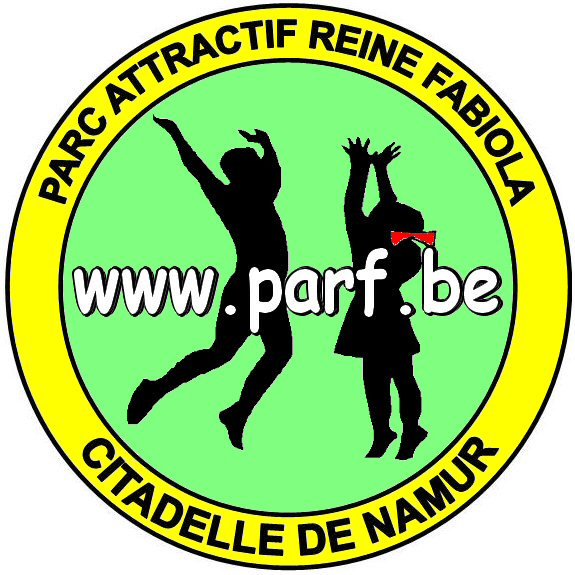
2006-2008
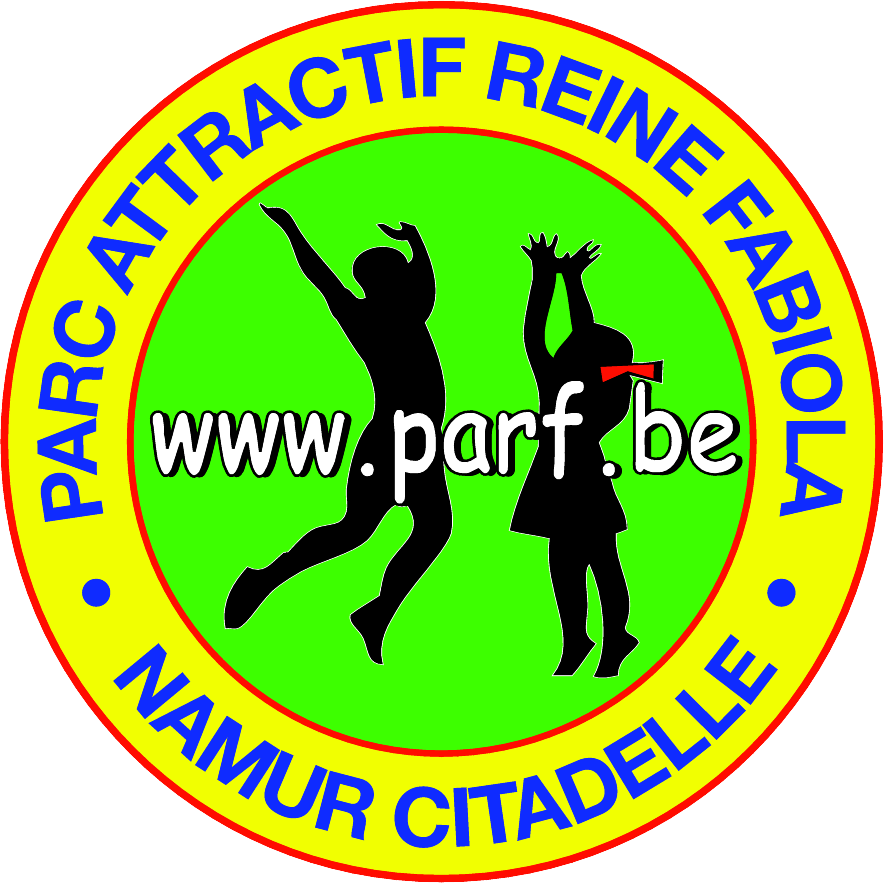
2009
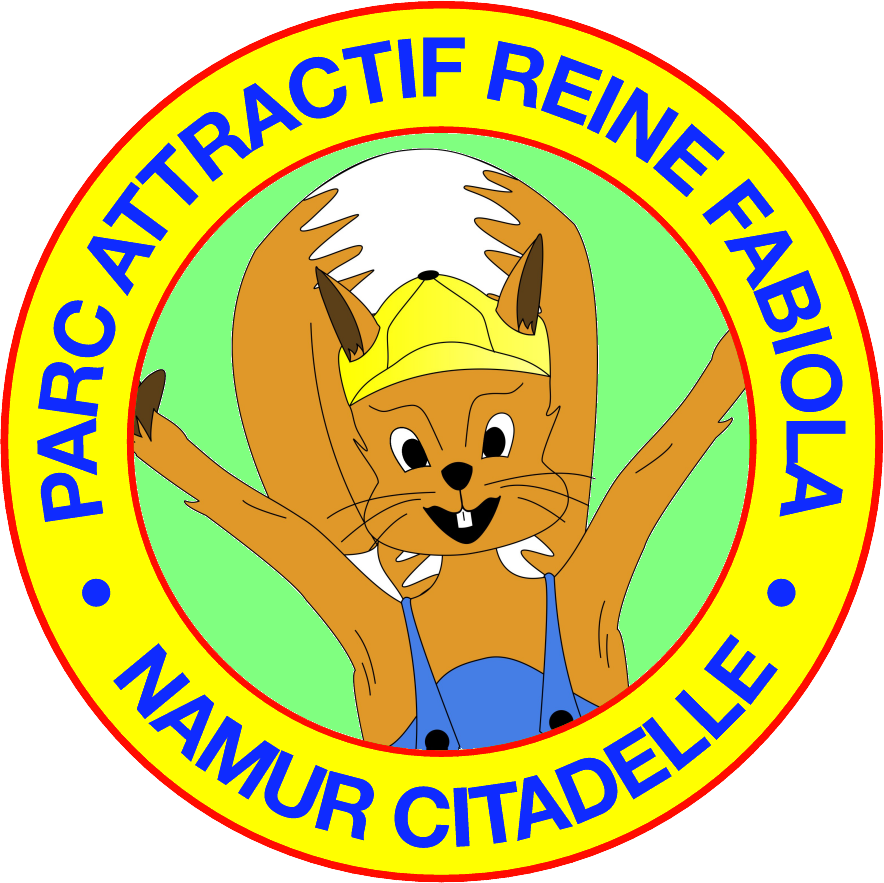
2010-2023
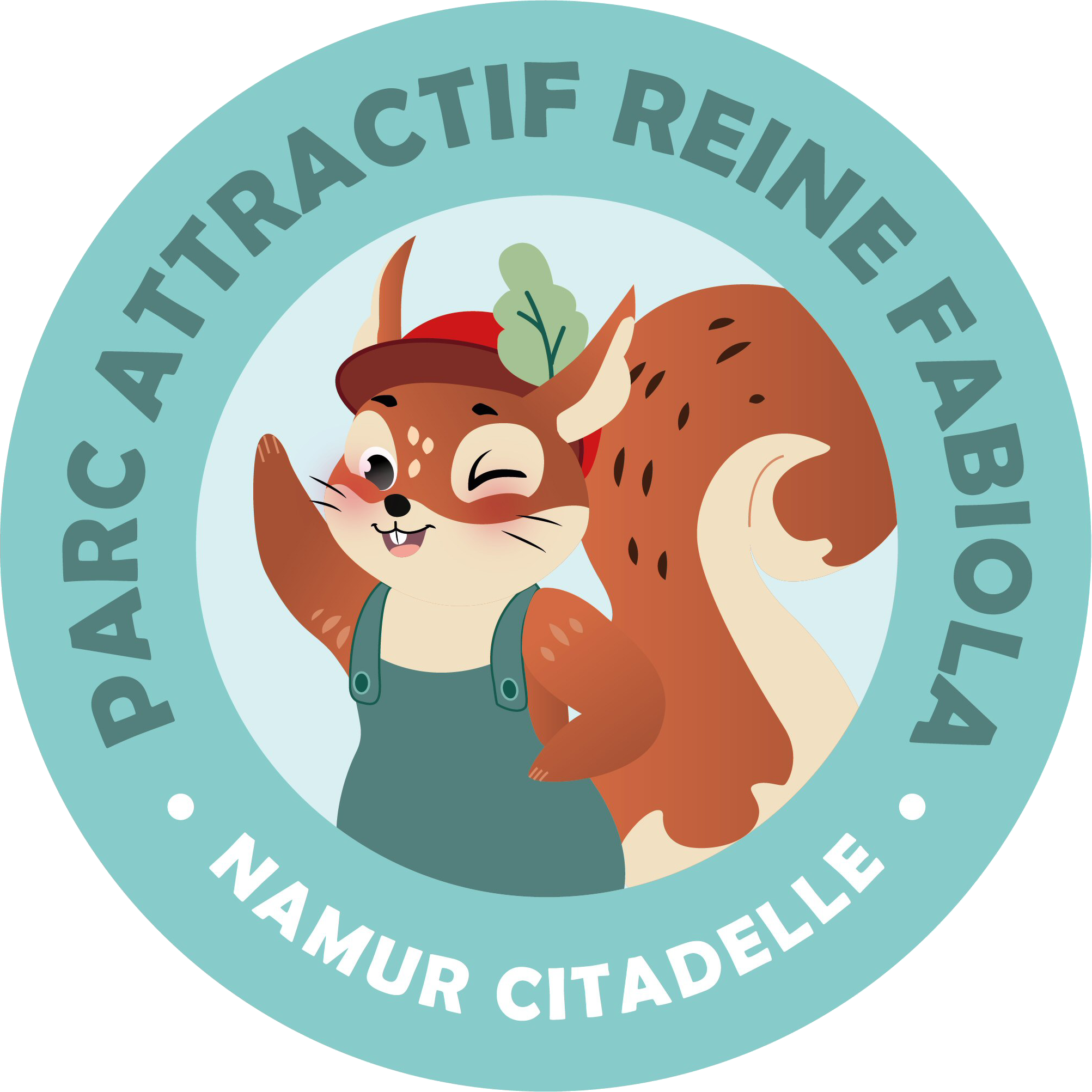
2023-